# Philippe-Isidore Picot de Lapeyrouse

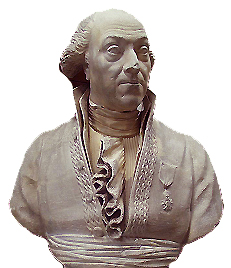
Philippe-Isidore Picot de Lapeyrouse

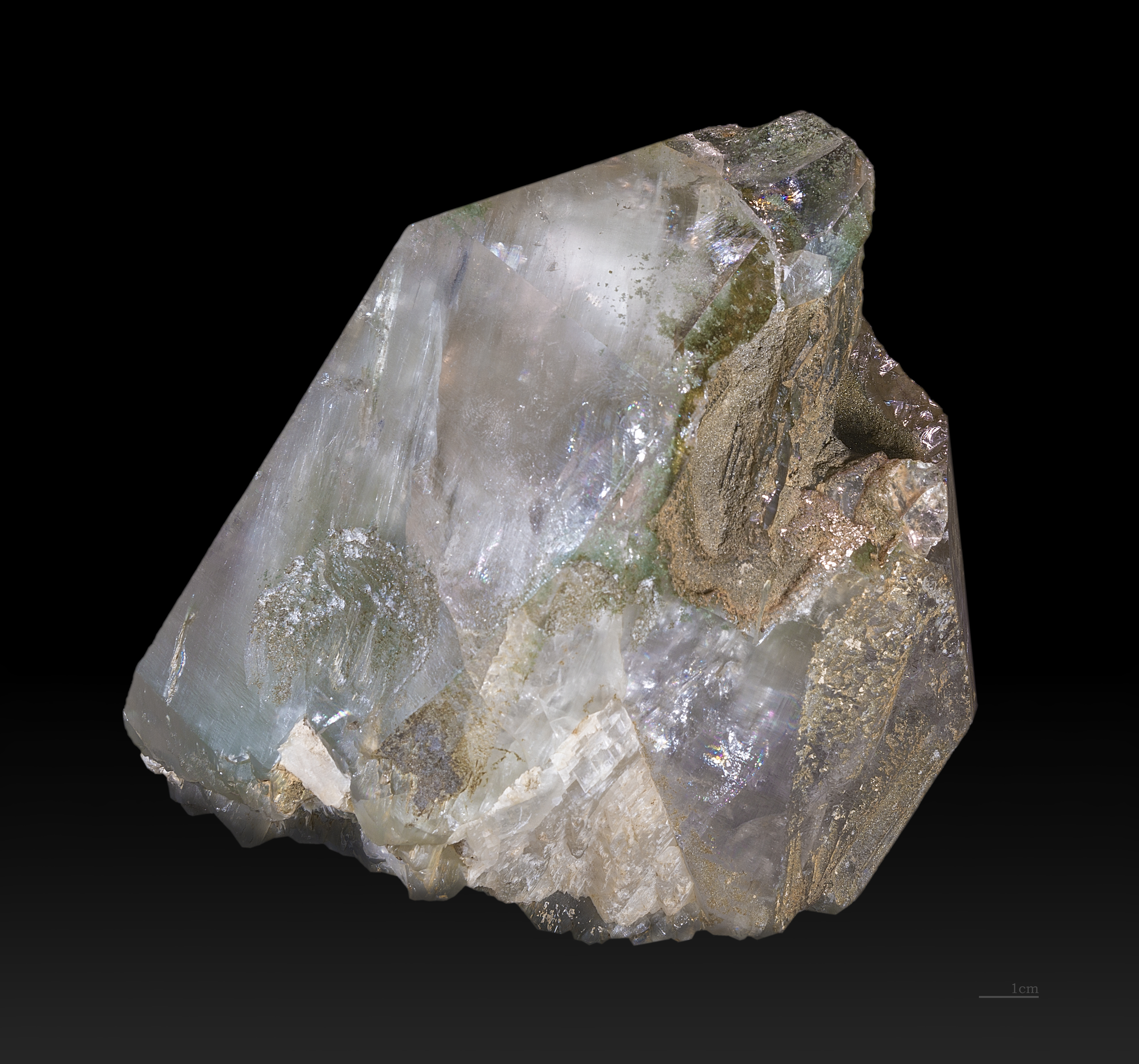
Quartz prase encontrado por Picot de Lapeyrouse e Dolomieu em 1793.

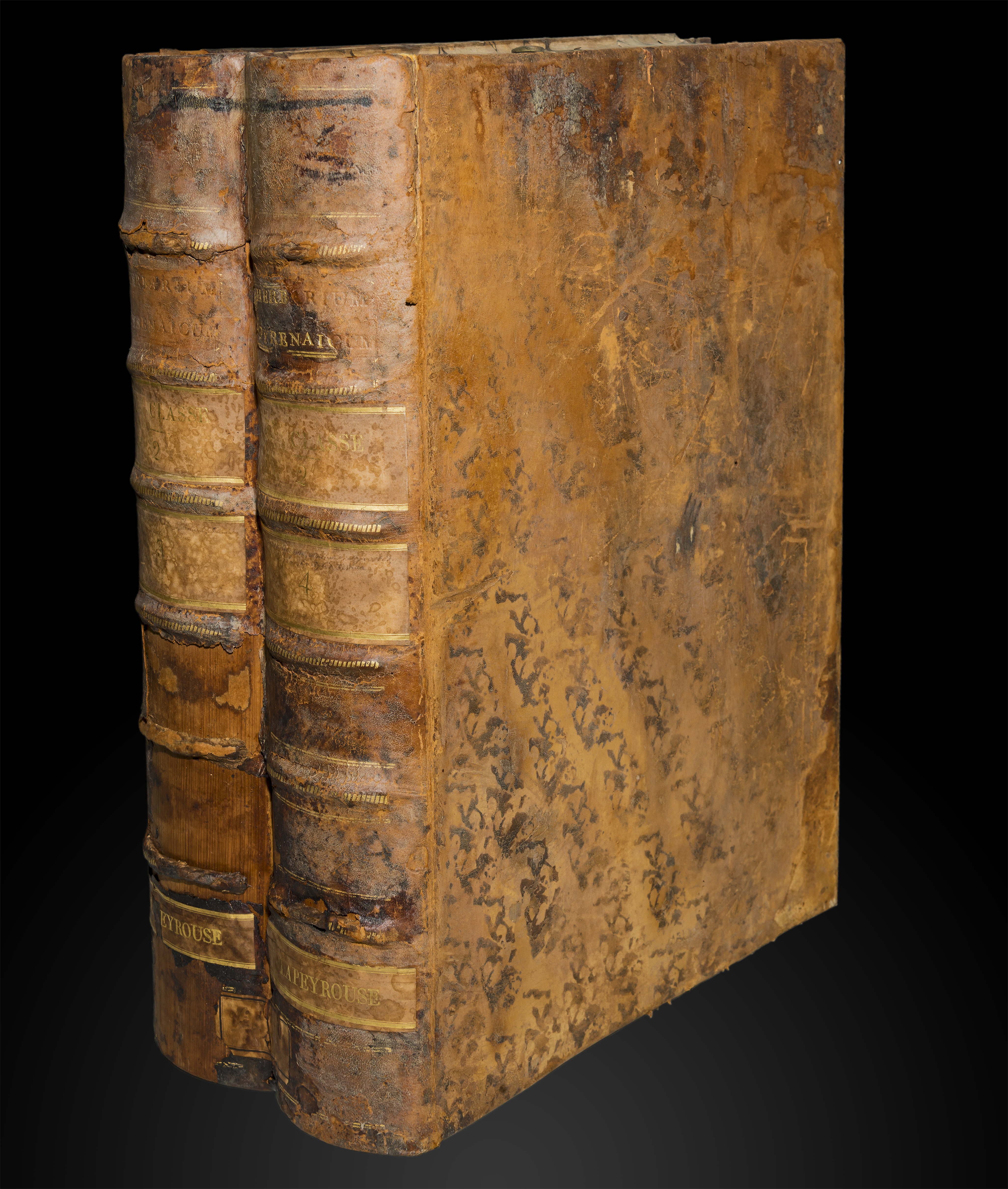
Tomes do herbário, de Philippe Picot de Lapeyrouse MHNT

Philippe-Isidore Picot de Lapeyrouse (Toulouse, 20 de outubro de 1744 – Lapeyrouse-Fossat, 18 de outubro de 1818)  foi um naturalista francês.

## Biografia
Seu pai foi um comerciante respeitável. Philippe optou primeiro por uma carreira na magistratura e obteve, em  1768,  a função de  advogado na Câmara das Águas e Florestas do Parlamento de Toulouse.  Uma reforma administrativa liberou-o do seu posto em  1771  e, deste modo, passou a se dedicar a sua verdadeira paixão: história da botânica. Um dos seus tios morreu em 1775 deixando-lhe uma fortuna.
Ele passou seu tempo viajando e estudando. Publicou em  1781, sua Description de plusieurs nouvelles espèces d'orthocératites et d’ostracites (Erlangen) , um trabalho dedicado às conchas fósseis. Publicou em  Mémoires  diversos relatos sobre a flora,  a fauna e  os minerais dos Pirenéus. Suas observações ornitológicas estão incluídas no  Dictionnaire des oiseaux, publicada na  Encyclopédie méthodique. Em 1786,  publicou um Traité des mines et forges à fer du comté de Foix.
Em 1790,  foi nomeado administrador do distrito de  Toulouse. Mesmo renunciando a esta função em 1792, foi preso por dezoito meses. Libertado com a morte de  Robespierre, retorna as suas pesquisas, e ocupa  a função de inspetor de minas e, posteriormente, como  professor de história natural na Escola Central de  Toulouse. Em 1800, é nomeado presidente da Câmara Municipal de Tolouse, função que conservou até 1806. Para os seus cursos, publicou em 1799 seu trabalho didático Tables méthodiques des mammifères et des oiseaux observés dans le département de la Haute-Garonne.
Lapeyrouse projetou publicar um  tratado sobre toda a flora dos Pirenéus, porém só conseguiu publicar  uma monografia denominada  Monographie des saxifrages (1801).  Entretanto, publicou em 1813, uma versão abreviada sob o título Histoire abrégée des plantes des Pyrénées et Itinéraire des botanistes dans ces montagnes.
Em 1807, após o restabelecimento da Academia de  Toulouse,  extinta em  1792, assume o cargo de secretário perpétuo.
Larreátegui  foi aluno de  Vicente Cervantes. Foi o primeiro a descrever de maneira científica a única espécie do gênero Chiranthodendron ( Chiranthodendron pentadactylon’’) . Sua descrição foi reprisada por Aimé Bonpland.

## Obras
- Mémoires d'histoire naturelle Notice n° : FRBNF33480789
- Mémoires d'histoire naturelle : Description de quelques crystallisations… - Histoire naturelle du Lagopède. - Description de quelques plantes des Pyrénées (1774-1778)
- Mémoire sur la mortalité des ormes dans les environs de Toulouse (1787)
- Figures de la flore des Pyrénées, avec des descriptions… (1795)
- Tables méthodiques des mammifères et des oiseaux observés dans le département de la Haute-Garonne (ano VII)
- Histoire abrégée des plantes des Pyrénées… et Itinéraire des botanistes dans ces montagnes (1813)
- Considérations sur les lycées, surtout par rapport aux départements, que foi impresso pelo Conselho geral de Haute-Garonne e enviado aos deputados. (1815)
- Supplément à l'″Histoire abrégée des plantes des Pyrénées″ (1818)